# Brünisried
Brünisried é uma comuna da Suíça, no Cantão Friburgo, com cerca de 564 habitantes. Estende-se por uma área de 3,24 km², de densidade populacional de 174 hab/km². Confina com as seguintes comunas: Alterswil, Plaffeien, Rechthalten, Sankt Ursen.
A língua oficial nesta comuna é o Alemão.